# Irremediable
«Irremediable» es una composición de Julio Ramírez (Reik), Mónica Vélez y Ettore Grenci, este último también se encargó de la producción del tema; para la cantante Mexicana Yuridia. Es el primer sencillo promocional de su álbum de estudio Nada es color de rosa. Fue publicado el 29 de junio de 2009 para las radio difusoras de México, Latinoamérica y el 3 de agosto para los Estados Unidos

## Información
Irremediable es el primer sencillo de la nueva producción discográfica de Yuridia lanzado en las radio mexicanas el lunes 29 de junio de 2009, y por su canal en Youtube el juves 30 de julio de 2009. El video oficial del sencillo cuenta con más de 8,000,000 de visitas en YouTube. El sencillo se puso en venta para descarga digital el lunes 24 de agosto de 2009, en iTunes México.
El 22 de enero del 2013, el sencillo llegó a certificar el disco de oro en México por más de 30 000 copias vendidas, según la AMPROFON.
La canción también forma parte del primer álbum en vivo de la cantante, Primera fila: Yuridia. Irremediable fue reconstruida a una versión más acústica.

## Presentación en vivo
Yuridia interpretó este tema por primera vez en un evento de radio de Guadalajara, Jalisco, el día lunes 28 de septiembre de 2009 ante más de 2 mil personas en el teatro Diana de dicha Ciudad.

## Promoción y recepción
Fue lanzado a finales del mes de julio de 2009, a 5 semanas de su lanzamiento la composición de Julio Ramírez (Reik) y Mónica Vélez lograría entrar de lleno al Top 20 General de Monitor Latino. Logró colocarse en los cinco primeros lugares del Top 10 de la radio nacional y número 3 en el género Pop, según Monitor Latino. y en la posición 10 del Top 20 general y # 7 en Pop de Monitor Latino.

## Posición en listas
| Listas (2015)                    | Posición alcanzada |
| -------------------------------- | ------------------ |
| Billboard Mexico Airplay         | 4                  |
| Billboard Mexico Español Airplay | 2                  |

## Certificaciones
| País   | Organismo certificador | Certificación | Ref.  |
| ------ | ---------------------- | ------------- | ----- |
| México | AMPROFON               | Oro           | [ 1 ] |